# Charlotte Kempenaers-Pocz
Charlotte Kempenaers-Pocz (11 september 2004) is een tennisspeelster uit Australië.
In 2021 maakt zij met Jaimee Fourlis haar grandslam-debuut op het damesdubbelspel van de Australian Open.